# Razčlenjevanje
Razčlenjevánje je matematični postopek, s katerim se preoblikuje število, izraz ali drug matematični objekt v obliko vsote členov.
Obratni postopek se imenuje faktorizacija (preoblikovanje v obliko produkta faktorjev).

## Razčlenjevanje polinomov
Pri razčlenjevanju polinomov (mnogočlenikov) se uporablja zlasti pravilo distributivnosti:
{\displaystyle a(b+c)=ab+ac}
Pravilo distributivnosti v posplošeni obliki pomeni, da je treba vsak člen iz prvega oklepaja pomnožiti z vsakim členom iz drugega oklepaja. Zgled:
{\displaystyle (x+2)(2x-5)=2x^{2}+4x-5x-10=2x^{2}-x-10\!\,.}
Druga pogosto uporabna pravila:
- kvadrat dvočlenika: {\displaystyle (a+b)^{2}=a^{2}+2ab+b^{2}\,}
- kub dvočlenika: {\displaystyle (a+b)^{3}=a^{3}+3a^{2}b+3ab^{2}+b^{3}\,}
- n-ta potenca dvočlenika (glej članek binomska formula):

{\displaystyle (a+b)^{n}=a^{n}+{n \choose 1}a^{n-1}b+{n \choose 2}a^{n-2}b^{2}+{n \choose 3}a^{n-3}b^{3}+\cdots +{n \choose n-1}ab^{n-1}+b^{n}\,}

## Razčlenjevanje trigonometričnih funkcij
Za preoblikovanje produkta trigonometričnih funkcij v vsoto se uporablja naslednje formule:
- {\displaystyle \sin x\sin y=-{\frac {1}{2}}\left(\cos(x+y)-\cos(x-y)\right)}
- {\displaystyle \cos x\cos y={\frac {1}{2}}\left(\cos(x+y)+\cos(x-y)\right)}
- {\displaystyle \sin x\cos y={\frac {1}{2}}\left(\sin(x+y)+\sin(x-y)\right)}